# تانسور متریک (نسبیت عام)

تانسور متریک فضازمان در نسبیت عام که صورت ماتریسی نوشته شده‌است.

تانسور متریک (و یا به شکل ساده‌تر، متریک) شیء بنیادی مطالعه در نسبیت عام است. شاید به گونه‌ای بتوان آن را تعمیم میدان گرانشی آشنای گرانش نیوتنی دانست. متریک تما ساختارهای هندسی و سببی فضازمان را ثبت می‌کند و برای تعریف مفاهیمی همچون فاصله، حجم، خمش، زاویه، گذشته و آینده از آن استفاده می‌شود.

## تعریف
در زبان ریاضی فضازمان با یک خمینه دیفرانسیل پذیر چهاربعدی M نمایش داده می‌شود و متریک به صورت یک تانسور متقارن درجه دوم هموردا بر روی M تعریف می‌شود. علاوه براین متریک باید غیرتبهگن با امضای (-+++) باشد. به یک خمینه M مجهز به چنین متریکی خمینه لورنتزی می گویند.
متریک یک شکل متقارن دوخطی در هر فضای تانژانت M است که به صورت هموار (یا دیفرانسیل پذیر) از نقطه‌ای به نقطه دیگر تغییر می‌کند. با داشتن دو بردار تانژانت u و v در یک نقطه x از M، می‌توان متریک را روی u و v ارزیابی کرد تا به یک عدد حقیقی برسیم: 
{\displaystyle g_{x}(u,v)=g_{x}(v,u)\in \mathbb {R} .}
می توان این را با ضرب داخلی در فضای اقلیدسی مقایسه کرد، اما این مقایسه دقیق نیست زیرا برخلاف فضای اقلیدسی - که ضرب داخلی مثبت معین است - متریک به هر فضای تانژانت ساختار فضای مینکوفسکی را می‌دهد.